# زمین‌لرزه ۱۹۴۹ فیلیپین
زمین‌لرزه فیلیپین  در تاریخ ۲۹ دسامبر ۱۹۴۹ میلادی، برابر با ‎۸ دی ۱۳۲۸، ساعت ۳:۰۳:۵۴ به زمان یوتی‌سی در فیلیپین رخ داد. بزرگی آن ۷٫۲ در مقیاس Mw اعلام شده‌است. زمین‌لرزه به وقت محلی در روز پنج‌شنبه، ساعت ۱۱ روی داده و منطقه زمانی آن یوتی‌سی +۸ بوده‌است .
سازمان زمین‌شناسی آمریکا نیز جای این زمین‌لرزه را در مختصات ۱۸°شمالی ۱۲۱°شرقی / ۱۸°شمالی ۱۲۱°شرقی و بزرگی آنرا برابر با ۷٫۲ در مقیاس ریشتر اعلام کرده‌است. 
سونامی نیز در این زلزله گزارش شده‌است.